# Marselisborghallen
Aarhus Atletik- og Løbeakademi (før ombygning og udvidelse i 2020 Marselisborghallen) er en idrætshal i den sydlige del af Aarhus, som benyttes af idrætsforeningen Aarhus 1900 A/M, især til atletik. Hallen ligger på Havreballe Skovvej 11 mellem Tivoli Friheden og Atletion.
Med sine 78 x 24 meter har Marselisborghallen en længde, så man kan træne og konkurrere i 60 meter løb, længde-, højde-, stang- og trespring samt kuglestød. Der er efter ombygningen etableret et mindre antal tilskuerpladser på 1-sal i hallen, ligesom der er tilbygget en mindre multisal.  Offentligheden har adgang til den, men brug af hallen kræver en leje- eller brugsaftale. Hallen udlejes også ind imellem til events, udstillinger og messer. Udlejning til ikke sportslige aktiviteter styres af Tivoli FRIHEDEN.